# LSWR X2 class
LSWR X2 class — тип пассажирского паровоза с осевой формулой 2-2-0, предназначенного для экспресс-поездов Лондонской и Юго-Западной железной дороги главным инженером тяги Уильямом Адамсом. На собственном заводе компании у Девяти Вязов в 1890—1892 годах было построено 20 паровозов, которые получили номера 577—596.
Конструктивно тип является развитием LSWR 460 class, отличаясь от него диаметром движущих колёс. Паровозы с колёсами 7 футов 1 дюйм были предназначены для Бирмингемского направления, а с несколько меньшим, 6 футов 7 дюймов, — для Солсберийского, на котором уклоны были круче.
| Год  | Заказ | Количество | Номера  |
| ---- | ----- | ---------- | ------- |
| 1890 | X2    | 10         | 577-586 |
| 1891 | F3    | 10         | 587-596 |

Все паровозы этого типа перешли к Southern Railway при укрупнении британских железнодорожных компаний в 1923 году. Списание началось в 1930 году, и с конца 1933-го на службе осталось лишь 4 паровоза. № 592 списан в 1936 году, № 587 и 590 — в 1937-м, последний № 586 списан в ноябре 1942 года. Все паровозы были утилизированы.
| Год  | На начало года | Списано | Номера                                 |
| ---- | -------------- | ------- | -------------------------------------- |
| 1930 | 20             | 1       | 595                                    |
| 1931 | 19             | 8       | 582, 583, 585, 589, 591, 593, 594, 596 |
| 1932 | 11             | 3       | 579, 581, 588                          |
| 1933 | 8              | 4       | 577, 578, 580, 584                     |
| 1936 | 4              | 1       | 592                                    |
| 1937 | 3              | 2       | 587, 590                               |
| 1942 | 1              | 1       | 586                                    |